# Oscar Plattner
Oscar Plattner, född den 17 februari 1922 i Tschappina, död den 21 augusti 2002 i Zürich, var en schweizisk tävlingscyklist som främst hade framgångar på bana och var professionell från 1947 till 1965. Bland hans meriter kan nämnas världsmästartitlar i sprint (för amatörer 1946 och för professionella 1952) och femton schweiziska mästerskapstitlar i samma gren, samt åtta segrar i sexdagarslopp. Därtill kan läggas tvåfaldiga förbättringar av världsrekorden på både 200 m och 500 m med flygande start.

## Meriter – bana
| 1955/1956 2:a i sprint 1959/1960 3:a i madison med Lucien Gillen | \| Schweizisk mästare i sprint: \| 1947, 1948, 1949, 1950, 1951, 1952, 1953, 1954, \| \| \| 1955, 1958, 1960, 1961, 1962, 1963, 1964[5] \| Schweizisk mästare i madison med Walter Bucher: 1958, 1959 Nedan listas Plattners segrar i sexdagarslopp: 1951/1952 Köpenhamns sexdagars (med Kay Werner Nielsen) 1952/1953 Hannovers sexdagars (med Hans Preiskeit) Antwerpens sexdagars (med Achiel Bruneel) 1955/1956 Paris sexdagars (med Jean Roth och Walter Bucher) 1956/1957 Århus sexdagars (med Fritz Pfenninger) 1961/1962 New Yorks sexdagars (med Armin von Büren) Madrids sexdagars (med Armin von Büren) Antwerpens sexdagars (med Rik Van Looy och Peter Post) |
| Schweizisk mästare i sprint:                                     | 1947, 1948, 1949, 1950, 1951, 1952, 1953, 1954, |
|                                                                  | 1955, 1958, 1960, 1961, 1962, 1963, 1964 |

### Världsrekord[7]
200 m med flygande start, inomhus
11,10 s, den 17 augusti 1956 i Zürich, förbättrat av Plattner själv:
10,99 s, den 1 december 1961 i Zürich, slaget av Claudio Golinelli den 25 augusti 1987 (10,587 s)
500 m med flygande start, inomhus
29,00 s, den 8 januari 1956 i Zürich, förbättrat av Plattner själv:
28,60 s, den 17 augusti 1956 i Zürich, slaget av Urs Freuler den 2 oktober 1981 (28,486 s)

## Meriter – landsväg
1947
3:a i Nord-West Schweizer Rundfahrt
1948
Vinnare av Zurich-Lausanne
1950
Vinnare av Nord-West Schweizer Rundfahrt